# André Micael
André Micael Pereira (ur. 4 lutego 1989 w Guimarães) – portugalski piłkarz grający na pozycji obrońcy. Od 2018 jest piłkarzem klubu Al-Faisaly FC.

## Kariera
André Micael rozpoczynał swoją karierę w Moreirense FC, w którym występował w latach 2008−2011. Następnie przeszedł do pierwszoligowego SC Olhanense. W ciągu trzech sezonów rozegrał 32 spotkania na poziomie Primeira Ligi, strzelając jednego gola. Od 2013 roku do 2015 roku był zawodnikiem Zawiszy Bydgoszcz.

## Sukcesy

### Zawisza Bydgoszcz
- Superpuchar Polski (1): 2014
- Puchar Polski (1) : 2013/14